# Aeroportul Jessore
Aeroportul Jessore (IATA: JSR, ICAO: VGJR) este un aeroport din Jashore District⁠(d), Khulna Division⁠(d), Bangladesh ce deservește zona Jashore District⁠(d). Aeroportul a fost tranzitat în 2018 de 294.000 de pasageri.
Situat la o altitudine de 4 m, aeroportul dispune de o singură pistă. Este operat de Civil Aviation Authority of Bangladesh⁠(d).